# تپه شهر سوخته ۳۶۲
تپه شهر سوخته ۳۶۲ مربوط به هزاره سوم قبل از میلاد است و در شهرستان زابل، بخش شیب آب، دهستان لوتک، روستای حومه شهر سوخته، ۶۰۰۰ متری جنوب غرب پایگاه باستان شناسی شهر سوخته واقع شده و این اثر در تاریخ ۲۸ شهریور ۱۳۸۶ با شمارهٔ ثبت ۱۹۶۴۲ به‌عنوان یکی از آثار ملی ایران به ثبت رسیده است.